# Macrolopha luteonotata
Macrolopha luteonotata es una especie de coleóptero de la familia Megalopodidae.

## Distribución geográfica
Habita en la República del Congo.